# 黎克勉
黎克勉（Bishop Isidoro Clemente Gutiérrez, O.P.1853年4月4日—1915年8月10日）西班牙多明我会传教士、福建南境宗座代牧区第三任主教（1899 - 1915）。
1853年4月4日，黎克勉出生于西班牙。1882年3月15日（28岁）晋升神父。
1899年8月7日，黎克勉被任命为福建南境宗座代牧区第四任主教，领 Augila 主教衔。1900年3月11日举行祝圣仪式。
1915年8月10日，黎克勉去世，享年62岁。